# Wilhelm Adam (Politiker, 1906)
Wilhelm Adam (* 23. April 1906 in Ulm, Kreis Wetzlar; † 17. April 1989) war ein deutscher Landrat in der Zeit des Nationalsozialismus.

## Leben und Wirken
Wilhelm Adam war der Sohn des Provinzialbeamten Friedrich Adam und dessen Frau Elisabeth Adam, geborene Walter. Er war evangelisch besuchte die Augustinerschule Friedberg (Hessen) und studierte Rechtswissenschaften. 1934 wurde er zum Regierungsassessor und 1938 zum Regierungsrat im Reichsministerium des Innern ernannt.
Nachdem er zunächst kommissarisch eingesetzt war, übernahm er am 1. September 1939 endgültig das Amt des Landrates des Landkreises Schweidnitz. Als solcher blieb er bis zum sowjetischen Einmarsch 1945 im Amt. Nach Kriegsende war er ab 1945 in sowjetischer Gefangenschaft, aus der er 1949 entlassen wurde. Noch im gleichen Jahr wurde er Geschäfts- und Hauptgeschäftsführer der Deutschen Krankenhausgesellschaft. Er veröffentlichte etwa 100 Aufsätze. 1970 erschien sein Buch Modernes Krankenhaus. Nach mehr als zwanzig Jahren als Hauptgeschäftsführer trat er 1971 in den Ruhestand. Er lebte in Düsseldorf, war dort Mitglied der Steuben-Schurz-Gesellschaft und führte den Titel Landrat a. D.
Im Jahr 1937 heiratete er Ilse Wehrheim, mit der er einen Sohn (Gernot) und eine Tochter (Gisela) hatte. Wilhelm Adam sammelte Stiche aller Art.

## Ehrungen
- 1972: Großes Verdienstkreuz der Bundesrepublik Deutschland